# Serranito de Córdoba
Francisco Gutiérrez Serrano, más conocido como Serranito de Córdoba (Córdoba, 1887-ib., 20 de agosto de 1936), fue un torero español.

## Biografía
Se presentó de novillero en Madrid el 31 de agosto de 1913.
Tomó la alternativa el 25 de julio de 1921, de la mano de José Flores González Camará y Pastoret de padrino, con toros de Sánchez Rodríguez. después renunció a ella y volvió a torear novilladas.
Sin embargo, ocho años más tarde, el día 25 de julio de 1929, sufrió una cogida en el muslo izquierdo en una corrida en el Coso de los Tejares de Córdoba. Un mes más tarde se le produjo gangrena en la pierna lo que tuvo como consecuencia la amputación de la pierna en el Hospital de los Agudos y le condujo al abandono de la profesión cuando contaba con 42 años.
Se dedicó a servir agua a domicilio con una borriquilla, hasta que le sorprendió el bombardeo en la calle. Murió durante la guerra civil española al alcanzarle una bomba lanzada por un avión del bando republicano en su Córdoba natal. 